# 1929 ve fotografii

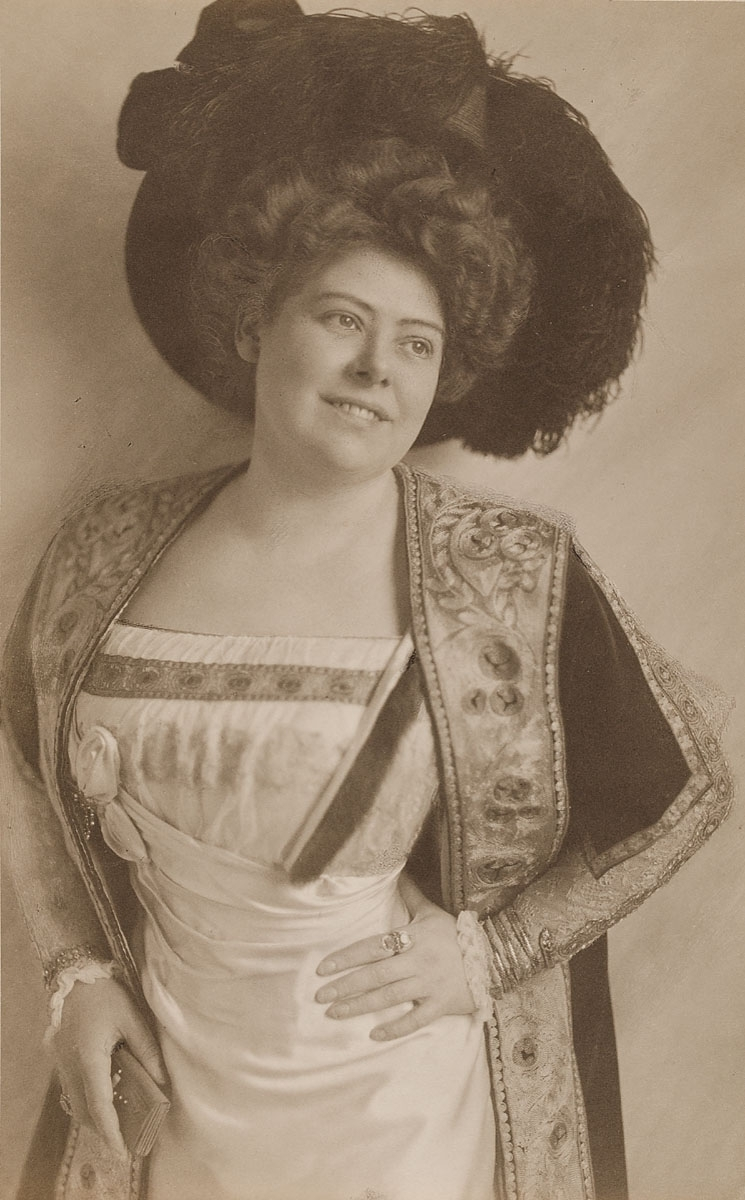
Dne 17. listopadu zemřela německá fotografka Minya Diez-Dührkoop

Tento článek obsahuje významné fotografické události v roce 1929.

## Události
- Karl Blossfeldt v Berlíně publikoval sbírku detailních fotografií rostlin a živých věcí Urformen der Kunst: Photographische Pflanzenbilder.
- August Sander: Antlitz der Zeit. Sechzig Aufnahmen deutscher Menschen des 20. Jahrhunderts , předmluva: Alfred Döblin, Kurt Wolff / Transmare Verlag, Erstausgabe, Mnichov

## Výstavy
- Barcelona – Světová výstava 1929
- André Kertész uspořádal výstavu třiceti fotografií v Au Sacre do Printemps Gallery v Paříži. Byla to první samostatná výstava jednoho fotografa na světě.

## Narození v roce 1929
- 5. ledna – Hernán Díaz, kolumbijský fotograf, uznávaný jako jeden z nejreprezentativnějších fotografů 20. století v zemi († 30. listopadu 2009)
- 1. února – Gerry Cranham, anglický sportovní fotograf († 20. října 2023)
- 18. února – Takejoši Tanuma, japonský fotograf († 1. června 2022).[1]
- 24. února – Zdzisław Beksiński, polský malíř a fotograf († 21. února 2005)
- 1. března – Roger Rössing, německý fotograf, spisovatel a publicista († 7. nebo 10. dubna 2006)
- 10. března – Ursula Arnold, německá fotografka, pouliční scény v Berlíně a Lipsku během Německé demokratické republiky, spolu s Evelyn Richterovou a Arno Fischerovou jsou považovány za tři nejvýznamnější východoněmecké fotografy své generace († 24. května 2012)
- 13. března – Bunny Yeagerová, americká modelka a fotografka († 25. května 2014)
- 14. března – Josef Pilmann, český sportovní fotograf
- 9. března – Jan Pikous, český fotograf, portréty, krajiny, akty, zátiší až po abstrakci († 3. července 2017)
- 21. března – Robert Lebeck, německý fotožurnalista († 14. června 2014)
- 6. dubna – Stefan Wojnecki, polský umělecký fotograf a teoretik fotografie (†  4. ledna 2023)
- 15. dubna – Renate Rössingová, německá fotografka († 11. července 2005)
- 18. dubna – Martin Elkort, americký fotograf († 19. listopadu 2016)
- 10. května – Fernand Michaud, francouzský fotograf († 20. dubna 2012)
- 12. května – Vladimír Sirůček, český fotograf a grafik
- 24. května – Tadeusz Rolke, 96, polský fotograf († 14. července 2025)
- 27. května – Michael Rogge, nizozemský fotograf, kameraman a amatérský filmař, nejznámější svým zobrazením života po druhé světové válce na Dálném východě, zejména v Hong Kongu a Japonsku († 26. ledna 2024)
- 7. července – Pål Nils Nilsson švédský fotograf a filmař († 25. května 2002)
- 15. července – George S. Zimbel, americko-kanadský dokumentární fotograf († 9. ledna 2023)
- 27. července – Jean Baudrillard, francouzský filosof, sociolog a fotograf († 6. března 2007)
- 15. srpna – Bryce Bayer, americký vynálezce a vývojář firmy Kodak, publikoval Bayerovu masku († 13. listopadu 2012)
- 20. září – Carlos Caicedo Zambrano, kolumbijský fotograf a spisovatel, je považován za jednoho z nejvýznamnějších fotoreportérů 20. století v Kolumbii († 13. července 2015)
- 3. října – Bert Stern, americký fotograf celebrit (Marilyn Monroe, The Last Sitting) a dokumentarista (Jazz on a Summer's Day) († 26. června 2013)
- 23. října – Leonard Freed, americký dokumentární a reportážní fotograf († 29. listopadu 2006)
- 26. října – Werner Striese, německý sochař a fotograf († 11. září 2020)
- 5. listopadu – Petr Helbich, český lékař a fotograf
- 16. listopadu – Alfred Wertheimer, americký fotograf († 19. října 2014)
- 1. prosince – Antonín Hinšt, český fotograf († 23. února 2013)
- 17. prosince – Jan Šplíchal, český fotograf († 14. března 2019)
- 17. prosince – Victor Skrebneski, americký módní fotograf († 4. dubna 2020)
- ? – Geraldine Sharpeová, americká fotografka, pracovala jako asistentka Ansela Adamse († 29. prosince 1968)

## Úmrtí v roce 1929
- 28. ledna – Josep Salvany i Blanch, katalánský lékař a fotograf (* 4. prosince 1866)
- 25. února – Alexander Binder, švýcarský fotograf (* 1888)
- 5. března – Francesco Paolo Michetti, italský malíř a fotograf (* 4. srpna 1851)
- 13. března – Henry Scott Tuke, britský malíř a fotograf (* 12. června 1858)
- 25. března – Antonio Esplugas, katalánský fotograf (* 26. dubna 1852)
- 10. dubna – William Skeoch Cumming, skotský akvarelista, především portrétů, vojenských předmětů a skotské vojenské historie a fotograf (* 28. prosince 1864)
- 10. dubna – T. Enami, japonský fotograf (* 1859)
- 12. května – Gustave Marissiaux, belgický umělecký fotograf (* 1872)
- 31. května – Albert Witzel, americký fotograf celebrit (* 25. června 1879)
- 9. srpna – Heinrich Zille, nizozemský karikaturista, ilustrátor a fotograf (* 10. ledna 1858)
- 30. září – Caroline Gaudardová, švýcarsko-švédská fotografka, výtvarnice a učitelka známá především svými fotografiemi interiérů buržoazních domů v Göteborgu a Stockholmu (* 19. března 1846)
- 28. října – James Ricalton, cestovatel, vynálezce a fotograf (* 1844)
- 17. listopadu – Minya Diez-Dührkoop, německá fotografka (* 21. června 1873)
- 2. prosince – Karl Bulla, ruský fotograf pruského původu, považován za prvního mistra ruské reportážní fotografie (* 26. února 1853 nebo 1855)
- 21. prosince – Paul Géniaux, francouzský fotograf (* 28. října 1873)
- ? – George Da Costa, nigerijský fotograf (* 1853)
- ? – Alice Millsová, australská profesionální fotografka působící v letech 1900 až 1929, vybudovala si jméno mezi nejlepšími fotografy v Melbourne (* 1870)
- ? – Hedvig Rosendahlová, švédská fotografka a ilustrátorka, malovala vánoční, novoroční a velikonoční přání, v letech 1897–1910 provozovala fotografická studia ve Stockholmu (* 1867)
- ? – Fernando Garreaud, fotograf francouzského původu působící v Chile a Peru (* 1870)